# Cattolica Eraclea
Cattolica Eraclea (Catòlica trong tiếng Sicilia) là một đô thị của tỉnh Agrigento ở vùng Sicilia, có vị trí cách khoảng 80 km về phía nam của Palermo và khoảng 20 km về phía tây bắc của Agrigento. Vào thời điểm ngày 31 tháng 12 năm 2004, đô thị này có dân số 4.736 người và diện tích là 62,1 km².
Cattolica Eraclea giáp các đô thị sau: Agrigento, Cianciana, Montallegro, Ribera, Sant'Angelo Muxaro.

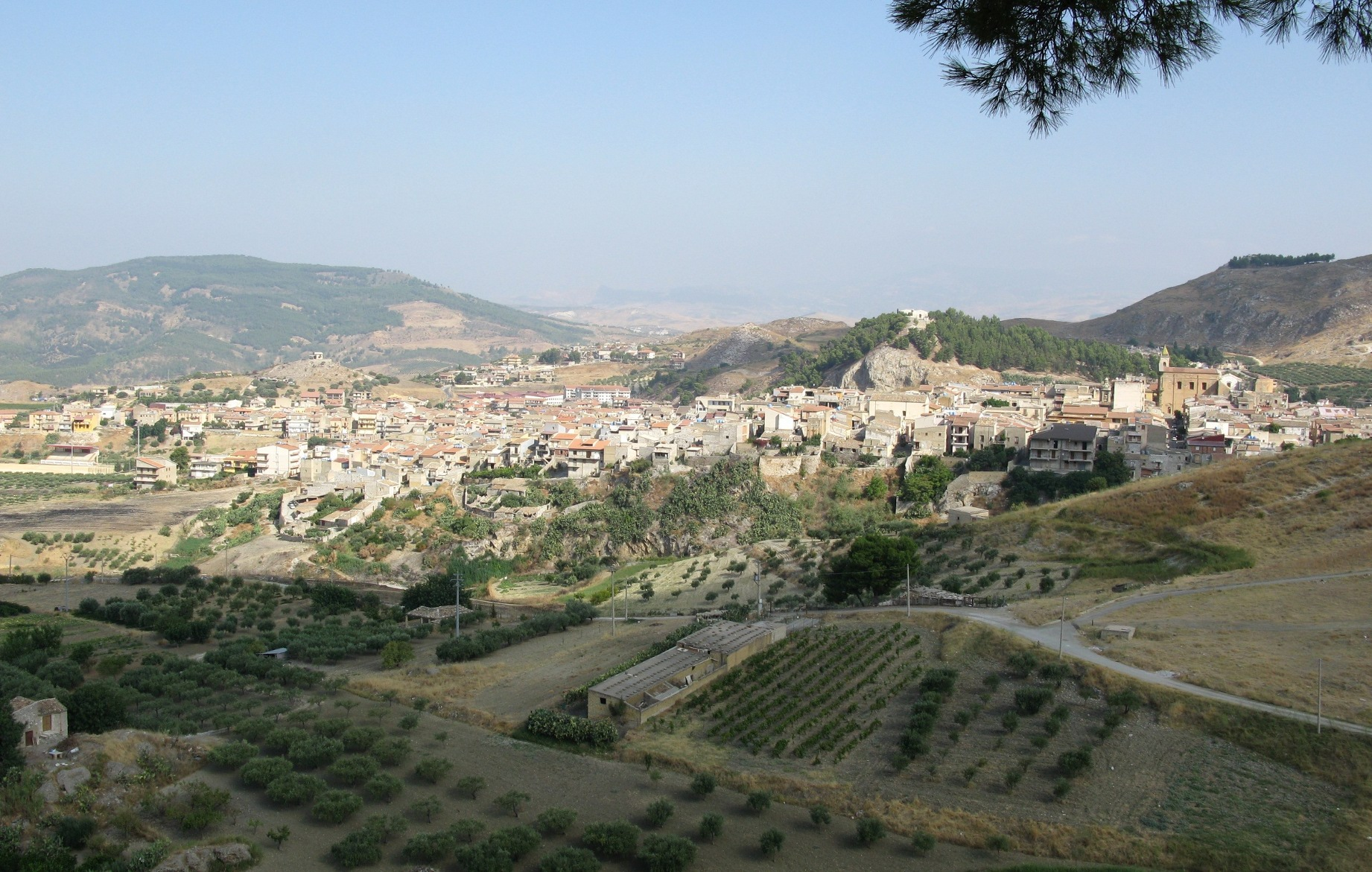
Cattolica Eraclea